# Chutney (Musik)
Chutney ist eine in der Karibik, dort besonders in Trinidad und Tobago und Suriname, populäre Musikrichtung, die Elemente aus Calypso, Soca und traditioneller indischer Musik aufgreift. Oft ist mit dem Begriff auch nur das Subgenre des Chutney Socas gemeint.

## Stil
Typische musikalische Komponenten des modernen Chutneys sind ein schnelles, treibendes Tempo und eine klar von indischer Musik beeinflusste Melodieführung. Oft bestehen die Songs aus traditionellen indischen Liedern oder Bollywood-Musik, die über einen schnellen Soca- oder Calypso-Beat gelegt werden. Die Interpreten singen in Bhojpuri (Trinidad, Guyana), Caribbean Hindustani (Suriname) oder Englisch.
Im Gegensatz zur meisten anderen Populärmusik auf der Karibikinsel sind in Chutney-Kompositionen weiterhin akustische Instrumente zu hören. Ursprünglich bestand das Instrumentarium hauptsächlich aus der Fasstrommel Dholak und dem Eisenstab Dhantal als Rhythmusinstrumenten und einem indischen Harmonium für die Melodie. Mit der Popularisierung und der Integration in die karibische Musikszene kamen die kleine Kesseltrommel Tassa oder Drum-Computer dazu.

## Herkunft
Bedingt durch das Verbot der Sklaverei mit dem Slavery Abolition Act 1833 wurde auf Trinidad für die die damalige Wirtschaft dominierenden Plantagen möglichst billiger Ersatz für die Sklaven gesucht und in Vertragsarbeitern aus Britisch-Indien gefunden. Ab 1840 wurden Arbeiter in großer Zahl angeworben, die auf mindestens fünf Jahre verpflichtet wurden und dafür fünf Acre Land versprochen bekamen. Bis zum Ersten Weltkrieg immigrierten so 145.000 vorwiegend ostindische Arbeiter nach Trinidad und brachten ihre Sitten und Gebräuche mit. Chutney entwickelte sich in den 1970er Jahren aus traditioneller indischer Volksmusik, Bhajans und der Musik aus Bollywood-Filmen.
Mittlerweile gehört sie zu den populärsten Musikstilen der Region. Englischsprachige Kompositionen treten seit den späten 1980er Jahren verstärkt auf, ebenso wie sich die Grundstruktur der Stücke von der traditionellen indischen Musik weg und zu einer westlicheren Musikauffassung hin wandelte. Viele Stücke werden mittlerweile direkt für Partys und insbesondere den karibischen Karneval produziert, so dass sie auch deren Anforderungen genügen müssen.